# Porte de Balagué
La porte de Balagué et son mur de rempart contigu sont un élément des anciennes fortifications de la commune d'Elne, dans les Pyrénées-Orientales.

## Situation
La porte de Balagué est située au sud-ouest de la vieille ville, dans la rue de la Côte-Balaguer.

## Historique
La porte de Balagué a sans doute été construite au XIVe siècle.
La porte de Balagué et son mur de rempart contigu sont inscrits à l'inventaire supplémentaire des monuments historiques par arrêté du 30 novembre 1972. L'enceinte urbaine de la ville haute, à savoir l'ensemble des remparts, tours, courtines, portes, anciens bastions, y compris les bas-reliefs sculptés par Gustave Violet sur le rempart est inscrite par arrêté du 26 décembre 2023.